# Aleksandra Skirienko
Aleksandra Władimirowna Skirienko (ros. Александра Владимировна Скиренко; ur. 6 maja 1998) – rosyjska zapaśniczka walcząca w stylu wolnym. 
Siódma na mistrzostwach Europy w 2024. Druga na ME U-23 w 2021. Trzecia na MŚ kadetek w 2015 i 2015. Pierwsza na ME kadetek w 2013 i druga w 2014. Mistrzyni Rosji w 2024; druga w 2022; trzecia w 2019, 2020 i 2023 roku.